# Riedelia graminea
Riedelia graminea är en enhjärtbladig växtart som beskrevs av Theodoric Valeton. Riedelia graminea ingår i släktet Riedelia och familjen Zingiberaceae.

## Underarter
Arten delas in i följande underarter: